# Beerwah (India)
Beerwah is een stad en “notified area” in het district Badgam van het Indiase unieterritorium Jammu en Kasjmir.

## Demografie
Volgens de Indiase volkstelling van 2001 wonen er 5.515 mensen in Beerwah, waarvan 53% mannelijk en 47% vrouwelijk is. De plaats heeft een alfabetiseringsgraad van 43%.